# Tempe Open 1974
Il Tempe Open 1974 è stato un torneo di tennis giocato sul cemento. È stata la 1ª edizione del torneo, che fa parte del Commercial Union Assurance Grand Prix 1974. Si è giocato a Tempe negli Stati Uniti dal 25 al 31 marzo 1974.

## Campioni

### Singolare maschile
Jimmy Connors ha battuto in finale  Vijay Amritraj con il punteggio di 6–1 6–2

### Doppio maschile
Jürgen Fassbender /  Karl Meiler hanno battuto in finale  Ian Fletcher /  Kim Warwick con il punteggio di 4–6, 6–4, 7–5